# Mindless Self Indulgence
Mindless Self Indulgence – amerykański zespół synthpunkowy, założony w 1997 roku w Nowym Jorku. Styl muzyczny grupy to połączenie punk rocka, rocka alternatywnego, muzyki elektronicznej, industrialu oraz hip-hopu. Nazwa grupy pochodzi od nazwy albumu, który został nagrany przez wokalistę zespołu w połowie lat 90. Łącznie wydali 8 albumów, cztery EP, jeden album na żywo.

## Muzycy

### Członkowie zespołu
- Little Jimmy Urine – śpiew
- Steve, Righ? – gitara
- Lyn-Z – gitara basowa
- Kitty – perkusja

### Byli członkowie
- Vanessa Y.T – gitara basowa
- M.J. Euringer – druga gitara
- Rob Kleiner – keyboard (występy na żywo)

## Dyskografia

### Albumy
- Tight (1999)
- Frankenstein Girls Will Seem Strangely Sexy (2000)
- Alienating Our Audience (2002)
- You’ll Rebel to Anything (2005)
- If (2008)
- Tighter (2011)
- How I Learned To Stop Giving A Shit And Love Mindless Self Indulgence (2013)
- PINK (2015)

### Pozostałe
- Pink (Niewydane, 1998)
- Pantyshot/Bring The Pain (Kaseta, 1998)
- Tight/Bring The Pain (Kaseta, 1998)
- Pee Pee [Bootleg] (1999)
- Bring The Pain/Tornado (Promo tylko dla DJ-ów, 1999)
- Bring the Pain (CD/Vinyl, 1999)
- Bitches/Molly (Maxi Singel, 2000)
- Planet of the Apes (Maxi Single, 2000)
- Thank God (Promo, 2001)
- Despierta Los Niños (2003)
- Straight to Video: Remixes (Maxi Singel, 2006)
- Shut Me Up: The Remixes +3 (Maxi Singel, 2006)
- Another Mindless Rip Off (EP) (2006)
- IF-2008 (2008)

## Wideografia
- Our Pain Your Gain (2007)